# Слободище-1
Слободище-1 — деревня в Рославльском районе Смоленской области России. Входит в состав Грязенятского сельского поселения. Население — 7 жителей (2007 год).
Расположена в южной части области в 12 км к югу от Рославля, в 8 км юго-западнее автодороги А141 Орёл — Витебск, на берегу реки Аксинка. В 11 км северо-восточнее деревни расположена железнодорожная станция Липовская на линии Рославль — Брянск.

## История
В годы Великой Отечественной войны деревня была оккупирована гитлеровскими войсками в августе 1941 года, освобождена в сентябре 1943 года.